# Asia interior

Asia interior según la definición del Instituto de Investigación Sinor para estudios de Asia interior de la Universidad de Indiana

Asia interior es una subregión del continente de Asia que se refiere a las regiones septentrionales y sin litoral que abarcan el norte, centro y este de Asia. Incluye partes del oeste y nordeste de China, así como el sur de Siberia. La zona se superpone con Asia Central, formada principalmente por los cinco países: Kazajistán, Kirguistán, Tayikistán, Turkmenistán y Uzbekistán, así como algunos países y regiones circunvecinos: Mongolia, Mongolia Interior (China septentrional), Qinghai (China noroccidental), Sinkiang (China noroccidental) y el Tíbet (China sudoccidental). Sin embargo, la región de Manchuria, que a menudo se incluye en Asia interior, no es parte de Asia Central según ninguna de sus definiciones. Asia interior puede considerarse como la frontera occidental y septentrional de China propia y como limitada por Asia Oriental propia. Esta última está formada por China propia, Corea y Japón. A este respecto, Asia interior también incluye Gansu (China noroccidental), Sichuan (China sudoccidental) y el noroeste de Yunnan (China sudoccidental).

## Definición
El término de «Asia interior» tiene una variedad de definiciones y usos. Denis Sinor utiliza este término como sinónimo de Eurasia Central y, en contraste con las civilizaciones agrícolas y observa sus fronteras cambiantes. Según él, la frontera de Asia interior es inestable, ha variado de una época a otra, cambiando según el equilibrio de poder entre su propia población y la de las civilizaciones sedentarias que la rodean. La provincia romana de Panonia y los territorios griegos de Asia Menor se convirtieron en «Asia interior» cuando fueron ocupados respectivamente por los hunos (siglo V) y los turcos selyúcidas (siglo X), erradicando la cultura helenística y romana. Durante un tiempo, el norte de China se convirtió en «Asia interior» bajo la ocupación de los tangut, los kitán, los yurchen, los mongoles y los manchúes.
De acuerdo con Svat Soucek, Asia interior se compone aproximadamente de Kazajistán, Kirguistán, Tayikistán, Turkmenistán, Uzbekistán, el Turquestán Oriental (o sea, Sinkiang) y Mongolia.
El Comité de estudios altaicos y de Asia interior de la Universidad Harvard define Asia interior como una región compuesta por el Turquestán Occidental, el Turquestán Oriental, Irán oriental, Pakistán septentrional, Afganistán, el Tíbet, Qinghai, Sichuan, Gansu y Yunnan noroccidental.
La Unidad de estudios de Mongolia y Asia interior de la Universidad de Cambridge define Asia interior como «un área de interés centrada en Mongolia y que se extiende a través de la región de las grandes estepas hasta el Himalaya», entre ellos se encuentran Kazajistán, Kirguistán, Tayikistán, Uzbekistán, el Turquestán Oriental, el Tíbet, Qinghai, Gansu, Sichuan, Yunnan, Nepal, Sikkim, Bután, Mongolia Interior, las tres provincias de Manchuria Interior (o sea, China nororiental): Liaoning, Jilin, Heilongjiang, y tres repúblicas y un óblast de Rusia: Altái, Tuvá, Buriatia, Chitá.

## En otros idiomas
En francés, Asie centrale puede significar tanto «Asia Central» como «Asia interior». Mongolia y el Tíbet por sí solos se denominan Haute Asie (tdl. ‘Alta Asia’). En alemán se hace una distinción entre Zentralasien, que designa a Mongolia, el Tíbet, el Turquestán Oriental y las tierras manchúes; y Mittelasien (tdl. ‘Asia media’), que se refiere a las repúblicas de Asia Central. El término menos común de Innerasien corresponde al sentido de «Asia interior».

## Origen de los estudios de Asia interior

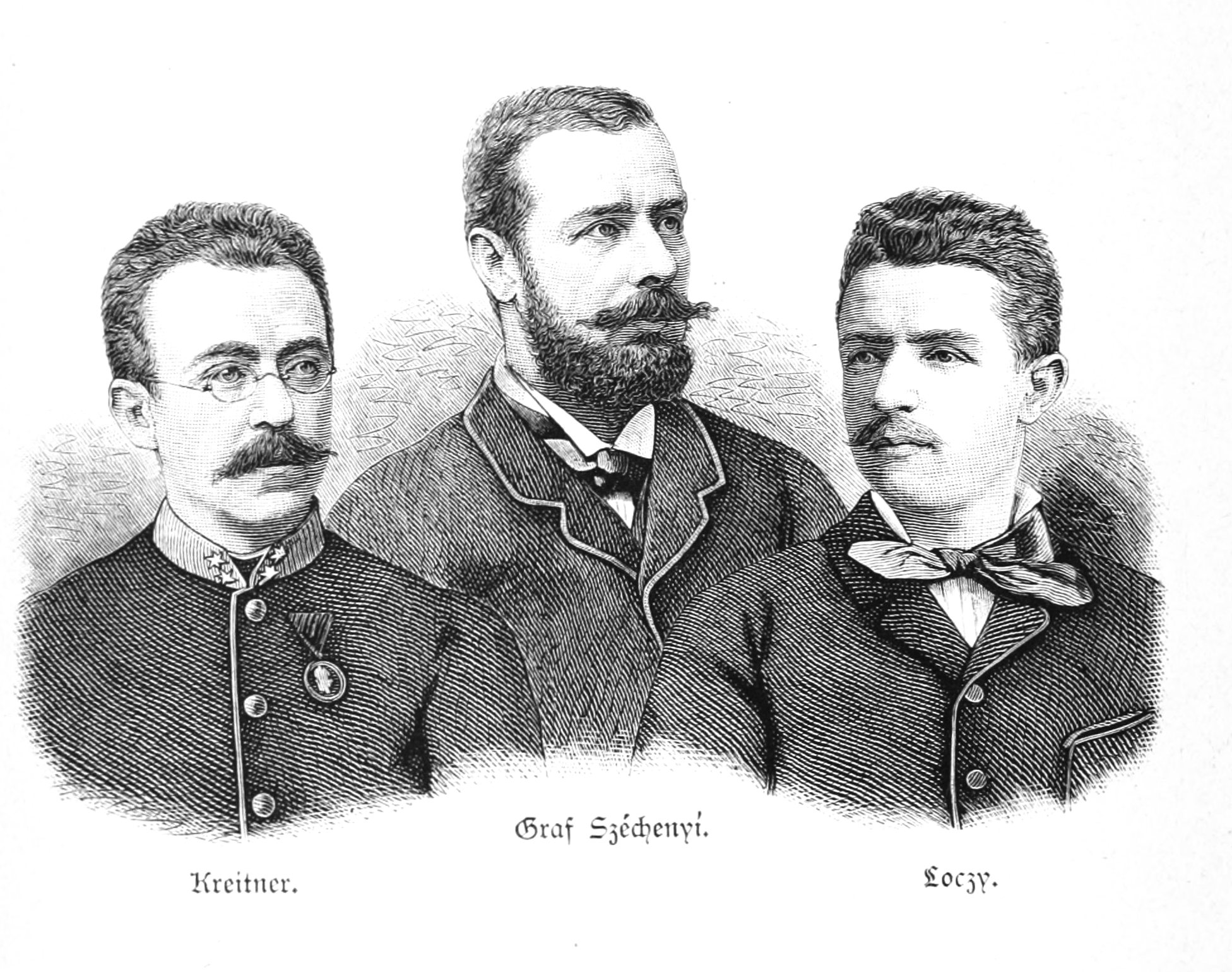
Gustav Kreitner, Béla Széchenyi y Lajos Lóczy dirigieron una expedición a Asia interior entre 1877 y 1880.

La historia de los estudios de Asia interior en Occidente comienza en Europa central. A principios del siglo XIX, los exploradores y eruditos húngaros se aventuraron en Asia interior en busca de pistas sobre sus propios orígenes nacionales. El primero de ellos, Sándor Kőrösi Csoma, inició sus viajes en 1820 y llegó a ser el fundador de la tibetología. El término «estudios de Asia interior» (en húngaro: belső-ázsiai kutatások; en alemán: innerasiatische Studien) apareció por primera vez en el encabezado de la revista Turán, creada por el conde húngaro Béla Széchenyi, que había dirigido una expedición científica a la región entre 1877 y 1880.
En las tres primeras décadas del siglo XX, los descubrimientos de antigüedades de Asia interior por Marc Aurel Stein hicieron contribuciones significativas al conocimiento de las civilizaciones de Asia interior, que culminaron en 1928 con la publicación de la obra de Stein, Innermost Asia: detailed report of explorations in Central Asia, Kan-su and eastern Iran, carried out and described under the orders of H.M. Indian government, en cuatro volúmenes. En 1940, Lajos Ligeti fundó y se hizo el primer ocupante de la Cátedra de Asia Interior en la Universidad de Budapest, la primera cátedra de este tipo.